# Malleastrum antsingyense
Malleastrum antsingyense är en tvåhjärtbladig växtart som beskrevs av André Leroy. Malleastrum antsingyense ingår i släktet Malleastrum och familjen Meliaceae. Inga underarter finns listade i Catalogue of Life.